# Dickin Medal
La Dickin Medal è una medaglia militare britannica conferita agli animali dal People's Dispensary for Sick Animals (PDSA – un'organizzazione di beneficenza) come riconoscimento delle loro azioni in tempo di guerra. La medaglia è stata istituita nel 1943 in onore della fondatrice del PDSA Maria E. Dickin. Il dritto della decorazione, considerata la "Victoria Cross per animali", riporta, a partire dall'alto le scritte "PDSA", "For Gallantry" e "WE ALSO SERVE", mentre nel rovescio sono presenti i dettagli dell'evento per cui viene decorato l'animale.
Tra il 1943 e il 1949 la Dickin Medal è stata concessa a 54 animali (32 piccioni, 18 cani, 3 cavalli e un gatto) che hanno servito durante la seconda guerra mondiale e i conflitti immediatamente successivi. Dopo alcuni decenni senza nuove assegnazioni nel 2000 una nuova medaglia è stata conferita al terranova Gander per il suo comportamento durante la battaglia di Hong Kong nel 1941, e due anni dopo è stato premiato il pastore tedesco Apollo, in rappresentanza di tutti i cani da ricerca che hanno scavato tra le macerie delle torri Gemelle dopo gli attentati dell'11 settembre 2001.

## Decorati
Dal 1943 a maggio 2017 la medaglia è stata complessivamente assegnata in 66 occasioni a 68 animali, per la precisione a 32 piccioni, 31 cani, 4 cavalli e 1 gatto; il 2 settembre 2014, in occasione del centenario della prima guerra mondiale, è stato, inoltre, insignito della Honorary Dickin Medal il cavallo da guerra Warrior, in rappresentanza di tutti gli animali che hanno servito al fronte durante il conflitto.
I primi beneficiari dell'onorificenza furono tre piccioni viaggiatori, White Vision, Winkie e Tyke, che ne furono insigniti il 2 dicembre 1943: la motivazione del conferimento della medaglia riporta "Per aver consegnato un messaggio sotto condizioni incredibilmente difficoltose, e aver così contribuito al salvataggio dell'equipaggio di un velivolo mentre prestava servizio nella RAF", per episodi avvenuti, rispettivamente, nell'ottobre 1943, febbraio 1942 e giugno 1943.
I piccioni viaggiatori svolsero un importante ruolo come messaggeri durante il primo e il secondo conflitto mondiale e in alcuni casi contribuirono a salvare diverse vite umane: è il caso di G.I. Joe, appartenente all'U.S. Army Pigeon Service, unità dell'esercito statunitense adibita all'addestramento e all'uso di piccioni viaggiatori come messaggeri e operazioni di ricognizione. Il 18 ottobre 1943, durante la Campagna d'Italia, una divisione aerea aveva avuto l'incarico di bombardare il borgo di Calvi Vecchia, frazione di Calvi Risorta in Campania, sede di una postazione tedesca, senza sapere che una divisione dell'esercito britannico lo aveva appena occupato. G.I. Joe, inviato dalle truppe britanniche, percorse 20 miglia in soli 20 minuti arrivando appena in tempo per evitare il bombardamento e salvando la vita di centinaia di persone tra soldati e abitanti del villaggio; per tale impresa fu decorato con la Dickin Medal nell'agosto 1946.
Dopo la fine della seconda guerra mondiale i piccioni viaggiatori persero la loro importanza come messaggeri e gli ultimi a ricevere il riconoscimento furono due esemplari del Royal Australian Corps of Signals nel febbraio 1947.
L'unico felino a ricevere la Dickin Medal fu il gatto Simon, di stanza sulla nave HMS Amethyst della Royal Navy, premiato per essere sopravvissuto al bombardamento della nave durante l'incidente del Fiume Azzurro ed essere riuscito a respingere un'invasione di topi nonostante le ferite riportate; la relativa medaglia fu conservata a bordo della Amethyst fino alla sua dismissione nel 1957. Nel 1993 venne messa all'asta e fu acquistata dalla Eaton Film Company per la cifra record di 23.467 sterline.
Tra gli insigniti più recenti si nota il nome di Diesel, il cane da pastore belga della polizia francese ucciso durante uno dei raid che hanno seguito gli attentati di Parigi del 13 novembre 2015.
La lista completa dei decorati con la medaglia è la seguente:
| Numero | Beneficiario      | Animale                         | Data di conferimento | Motivazione |
| ------ | ----------------- | ------------------------------- | -------------------- | --- |
| 1      | White Vision      | Piccione                        | 2 dicembre 1943      | Per aver consegnato un messaggio che ha portato al salvataggio dell'equipaggio di un velivolo caduto in mare nell'ottobre 1943, mentre prestava servizio nella RAF. |
| 2      | Winkie            | Piccione                        | 2 dicembre 1943      | Per aver consegnato un messaggio che ha portato al salvataggio dell'equipaggio di un velivolo caduto in mare nel febbraio 1942, mentre prestava servizio nella RAF. |
| 3      | Tyke              | Piccione                        | 2 dicembre 1943      | Per aver consegnato un messaggio che ha portato al salvataggio dell'equipaggio di un velivolo caduto in mare nel giugno 1943, mentre prestava servizio nella RAF. |
| 4      | Bob               | Cane (meticcio)                 | 24 marzo 1944        | Meticcio facente parte del Queen's Own Royal West Kent Regiment, per la costante devozione mentre lavorava di pattuglia a Green Hill, in Nord Africa. |
| 5      | Beach Comber      | Piccione                        | 1º settembre 1944    | Per aver consegnato le prime notizie del raid su Dieppe nel 1942. Prestava servizio nell'esercito canadese. |
| 6      | Gustav            | Piccione                        | 1º settembre 1944    | Per aver consegnato le prime notizie dello sbarco in Normandia il 6 giugno 1944. |
| 7      | Paddy             | Piccione                        | 1º settembre 1944    | Per aver fatto segnare il più rapido tempo di consegna di un messaggio inerente allo sbarco in Normandia nel giugno 1944. |
| 8      | Rip               | Cane (meticcio)                 | 1945                 | Per aver aiutato a localizzare molte vittime dei raid su Londra del 1940. |
| 9      | Jet               | Cane (pastore tedesco)          | 12 gennaio 1945      | Pastore tedesco facente parte del Civil Defence Service di Londra, per aver aiutato a salvare diverse persone intrappolate tra le macerie degli edifici bombardati. |
| 10     | Irma              | Cane (pastore tedesco)          | 12 gennaio 1945      | Pastore tedesco facente parte del Civil Defence Service di Londra, per aver aiutato a salvare diverse persone intrappolate tra le macerie degli edifici bombardati. |
| 11     | Beauty            | Cane (fox terrier)              | 12 gennaio 1945      | Fox terrier facente parte della squadra di soccorso della PDSA, per l'aiuto nella localizzazione di persone sepolte sotto le macerie in seguito ai raid aerei. |
| 12     | Rob               | Cane (collie)                   | 22 gennaio 1945      | Collie in forza al Special Air Service, con il quale compì più di 20 lanci con il paracadute durante la campagna del Nord Africa. La sua presenza permise alla propria unità di non essere scoperta e catturata. |
| 13     | Kenley Lass       | Piccione                        | marzo 1945           | Il primo piccione a consegnare informazioni di intelligence da un agente inviato nella Francia occupata nell'ottobre 1940. |
| 14     | Navy Blue         | Piccione                        | marzo 1945           | Per essere riuscito a consegnare un messaggio da una pattuglia in Francia nel 1944 nonostante fosse stato ferito. |
| 15     | Flying Dutchman   | Piccione                        | marzo 1945           | Per essere riuscito a consegnare tre messaggi da agenti nei Paesi Bassi. Disperso in azione durante una quarta missione nel 1944. |
| 16     | Dutch Coast       | Piccione                        | marzo 1945           | Per aver consegnato una richiesta di aiuto da parte dell'equipaggio di un velivolo caduto in mare nell'aprile 1942. Percorse 288 miglia in sette ore e mezzo. |
| 17     | Commando          | Piccione                        | marzo 1945           | Per essere riuscito a consegnare tre messaggi da parte di agenti nella Francia occupata. |
| 18     | Royal Blue        | Piccione                        | marzo 1945           | Per essere stato il primo piccione a consegnare un messaggio da parte dell'equipaggio della RAF di un velivolo che aveva compiuto un atterraggio di fortuna sul Continente nell'ottobre 1940. |
| 19     | Thorn             | Cane (pastore tedesco)          | 2 marzo 1945         | Pastore tedesco facente parte del Civil Defence Service, per aver aiutato a localizzare vittime di un raid aereo in un edificio in fiamme. |
| 20     | Rifleman Khan     | Cane (pastore tedesco)          | 27 marzo 1945        | Pastore tedesco in forza al 6th battaglione Cameronians, per aver salvato un soldato dall'annegamento durante l'assalto di Walcheren nel novembre 1944, nonostante il pesante fuoco nemico. |
| 21     | Rex               | Cane (pastore tedesco)          | aprile 1945          | Pastore tedesco facente parte del Civil Defence Service, per l'incredibile lavoro di localizzazione delle vittime in edifici in fiamme, nonostante i detriti, lo spesso fumo, l'intenso calore e i getti d'acqua. |
| 22     | Ruhr Express      | Piccione                        | maggio 1945          | Per aver consegnato un importante messaggio dalla Sacca della Ruhr nell'aprile 1945. |
| 23     | William of Orange | Piccione                        | maggio 1945          | Per aver consegnato in tempo record un messaggio riguardante l'operazione Market Garden nel settembre 1944. |
| 24     | Scotch Lass       | Piccione                        | giugno 1945          | Per aver trasportato 38 microfotografie attraverso il Mare del Nord nel settembre 1944, nonostante fosse stato ferito. |
| 25     | Sheila            | Cane (collie)                   | 2 luglio 1945        | Per l'aiuto nel salvataggio di quattro avieri americani dopo che il loro velivolo era precipitato sulle Cheviot Hills a causa di una tormenta. |
| 26     | Billy             | Piccione                        | agosto 1945          | Per aver consegnato un messaggio da parte di un bombardiere costretto ad un atterraggio di fortuna nel 1942, nonostante avverse condizioni meteo. |
| 27     | Broad Arrow       | Piccione                        | ottobre 1945         | Per aver consegnato in tre occasioni importanti messaggi da paesi occupati del continente nel 1943. |
| 28     | NPS.42.NS.2780    | Piccione                        | ottobre 1945         | Per aver consegnato in tre occasioni importanti messaggi da paesi occupati del continente nel 1942 e nel 1943. |
| 29     | NPS.42.NS.7524    | Piccione                        | ottobre 1945         | Per aver consegnato in tre occasioni importanti messaggi da paesi occupati del continente nel 1942 e nel 1943. |
| 30     | Maquis            | Piccione                        | ottobre 1945         | Per aver consegnato in tre occasioni importanti messaggi da paesi occupati del continente nel 1943 e nel 1944. |
| 31     | Mary of Exeter    | Piccione                        | novembre 1945        | Per l'incredibile resistenza dimostrata nonostante le ferite. |
| 32     | Peter             | Cane (collie)                   | novembre 1945        | Collie facente parte del Civil Defence Service, per l'aiuto nel localizzare persone intrappolate sotto le macerie di edifici bombardati. |
| 33     | Tommy             | Piccione                        | febbraio 1946        | Per aver consegnato un importante messaggio dai Paesi Bassi al Lancashire nel luglio 1942. |
| 34     | All Alone         | Piccione                        | febbraio 1946        | Per aver consegnato un importante messaggio dopo aver percorso 400 miglia in un solo giorno nell'agosto 1943. |
| 35     | Judy              | Cane (pointer)                  | maggio 1946          | Pointer inglese, per aver contribuito a tenere alto il morale dei propri compagni prigionieri in un campo di prigionia giapponese. |
| 36     | Princess          | Piccione                        | maggio 1946          | Dopo essere stata inviata in una missione speciale a Creta fece ritorno con importanti informazioni alla propria piccionaia ad Alexandria dopo aver percorso oltre 500 miglia sul mare. |
| 37     | Mercury           | Piccione                        | agosto 1946          | Per aver portato a termine un incarico speciale volando per 480 miglia dal nord della Danimarca nel 1942. |
| 38     | NURP.38.BPC.6     | Piccione                        | agosto 1946          | Per aver compiuto in tre occasioni notevoli voli dalla Francia nel 1941. |
| 39     | G.I. Joe          | Piccione                        | agosto 1946          | Piccione del U.S. Army Pigeon Service, premiato per aver percorso 20 miglia in altrettanti minuti, consegnando un messaggio che evitò il bombardamento del borgo di Calvi Vecchia e salvando così la vita ad almeno 100 soldati alleati che lo avevano occupato.                                                                                   |
| 40     | Punch and Judy    | Cani (boxer)                    | novembre 1946        | Coppia di boxer premiati per aver salvato due ufficiali britannici dall'attacco di un terrorista ad Israele. |
| 41     | Cologne           | Piccione                        | 1947                 | Per essere riuscito a tornare a casa da un aereo precipitato sopra Colonia nonostante le ferite nel 1943. |
| 42     | Duke of Normandy  | Piccione                        | 8 gennaio 1947       | Primo piccione ad arrivare con notizie del 21st Army Group durante lo sbarco in Normandia del 6 giugno 1944. |
| 43     | NURP.43.CC.1418   | Piccione                        | 8 gennaio 1947       | Per essere stato il più veloce piccione a consegnare un messaggio della 6th Airborne Division dalla Normandia il 7 giugno 1944. |
| 44     | DD.43.T.139       | Piccione                        | febbraio 1947        | Piccione facente parte del Royal Australian Corps of Signals che consegnò un messaggio da parte di una nave naufragata nel Golfo di Huon, nella Papua Nuova Guinea, permettendo di salvare la nave e il suo carico. |
| 45     | DD.43.Q.879       | Piccione                        | febbraio 1947        | Piccione facente parte del Royal Australian Corps of Signals, unico sopravvissuto dei tre inviati per avvertire di un imminente contrattacco nemico sull'isola di Manus. Raggiunse la sua destinazione in tempo permettendo di respingere l'attacco.                                                                                               |
| 46     | Ricky             | Cane (welsh collie)             | 29 marzo 1947        | Welsh collie impiegato nella ricerca di mine lungo le rive in un canale a Nederweert nei Paesi Bassi. Completò il suo lavoro e mantenne la calma nonostante fosse stato ferito da una di esse. |
| 47     | Bing (Brian)      | Cane (pastore tedesco)          | 29 marzo 1947        | Pastore tedesco paracadutato in Normandia insieme al 13th Battalion, 6th Airborne Division. |
| 48     | Olga              | Cavallo                         | 11 aprile 1947       | In forza alla polizia londinese, aiutò nel controllo del traffico e nelle operazioni di soccorso in seguito all'esplosione di un missile nel quartiere di Tooting a Londra. |
| 49     | Upstart           | Cavallo                         | 11 aprile 1947       | In forza alla polizia londinese, rimase calmo e aiutò nel controllo del traffico in seguito all'esplosione di un missile nella zona di Bethnal Green a Londra. |
| 50     | Regal             | Cavallo                         | 11 aprile 1947       | In forza alla polizia londinese, in due occasioni rimase calmo nonostante l'incendio della propria stalla causato da un ordigno incendiario nella zona di Muswell Hill. |
| 51     | Antis             | Cane (pastore tedesco)          | 28 gennaio 1949      | Pastore tedesco in servizio insieme a Václav Robert Bozděch, pilota ceco dell'Armée de l'air e dello squadrone n. 311 della RAF. Aiutò il suo padrone a fuggire dalla Cecoslovacchia in seguito al colpo di stato del 1948. |
| 52     | Tich              | Cane (meticcio)                 | 1º luglio 1949       | Un meticcio che servì con il King's Royal Rifle Corps, per il coraggio e la devozione dimostrata tra il 1941 e il 1945. |
| 53     | Simon             | Gatto                           | 10 agosto 1949       | Gatto di bordo della HMS Amethyst, premiato per essere sopravvissuto al bombardamento della nave durante l'incidente dello Yangtze ed essere riuscito a respingere un'invasione di topi nonostante le ferite riportate. |
| 54     | Gander            | Cane (terranova)                | 27 ottobre 2000      | Terranova che in almeno tre occasioni salvò la vita di soldati di fanteria canadesi durante la battaglia di Hong Kong del dicembre 1941. Morì in azione a causa di una granata. |
| 55     | Apollo            | Cane (pastore tedesco)          | 5 marzo 2002         | In rappresentanza di tutti i cani impegnati nelle operazioni di ricerca e salvataggio dopo il crollo delle Torri Gemelle in seguito agli attentati dell'11 settembre 2001. |
| 56     | Salty and Roselle | Cani (labrador retriever)       | 5 marzo 2002         | Due cani guida labrador retriever che guidarono i propri padroni non vedenti nel scendere 70 piani di scale durante la fuga dalle Torri Gemelle l'11 settembre 2001. |
| 57     | Sam               | Cane (pastore tedesco)          | 14 gennaio 2003      | Pastore tedesco in servizio con il Royal Canadian Regiment in Bosnia ed Erzegovina, per aver neutralizzato un uomo armato e tenuto a bada dei rivoltosi intenzionati ad attaccare alcuni rifugiati. |
| 58     | Buster            | Cane (springer spaniel inglese) | 3 dicembre 2003      | Springer spaniel inglese in servizio presso il Duke of Wellington's Regiment, per aver localizzato un arsenale di armi nascosto dietro un muro a Safwan, nel sud dell'Iraq. |
| 59     | Lucky             | Cane (pastore tedesco)          | 6 febbraio 2007      | Pastore tedesco in servizio presso la Royal Air Force Police, l'unico superstite di una squadra di quattro cani impiegati nel seguire le tracce dei nazionalisti nella Malesia britannica tra il 1949 e il 1952. |
| 60     | Sadie             | Cane (labrador retriever)       | 6 febbraio 2007      | Labrador retriever in servizio presso il Royal Gloucestershire, Berkshire and Wiltshire Regiment, per aver localizzato un ordigno esplosivo nei pressi di una sede della International Security Assistance Force a Kabul, permettendo il suo disarmo e salvando così la vita a molti civili.                                                       |
| 61     | Treo              | Cane (meticcio)                 | 24 febbraio 2010     | Incrocio di labrador retriever e springer spaniel inglese in servizio presso il Royal Army Veterinary Corps, per aver localizzato un ordigno esplosivo lungo una strada dove stava per transitare un convoglio militare nella provincia di Helmand in Afghanistan nel 2008.                                                                        |
| 62     | Theo              | Cane (springer spaniel inglese) | 25 ottobre 2012      | Springer spaniel inglese in servizio come cane da ricerca presso il Royal Army Veterinary Corps. Insieme al proprio operatore, il lance corporal Liam Tasker, ha localizzato 14 ordigni esplosivi. Morto apparentemente per un attacco di cuore dopo che il suo operatore è stato ucciso da un cecchino nella provincia di Helmand in Afghanistan. |
| 63     | Sasha             | Cane (labrador retriever)       | 29 aprile 2014       | Labrador retriever in servizio come cane da ricerca presso il Royal Army Veterinary Corps, in grado di localizzare 15 ordigni esplosivi, mine e armi durante una missione in Afghanistan. Sasha e il suo operatore sono stati uccisi da una granata in una imboscata nel luglio 2008.                                                              |
| 64     | Diesel            | Cane (pastore belga Malinois)   | 28 dicembre 2015     | Pastore belga Malinois in servizio presso la polizia francese, ucciso da un sospetto terrorista durante uno dei raid che hanno seguito gli attentati di Parigi del 13 novembre 2015. |
| 65     | Lucca             | Cane (pastore tedesco)          | 5 aprile 2016        | Pastore tedesco che ha lavorato per sei anni come cane da ricerca presso il United States Marine Corps prima di perdere una zampa a causa dell'esplosione di un ordigno. |
| 66     | Reckless          | Cavallo                         | 27 luglio 2016       | Giumenta in servizio presso il United States Marine Corps durante la guerra di Corea. Durante la battaglia di Outpost Vegas compì 51 viaggi tra il deposito e il fronte per rifornire le truppe di munizioni e trasportò giù dalla montagna i soldati feriti.                                                                                      |

Medaglie onorarie
| Numero | Beneficiario | Animale | Data di conferimento | Motivazione |
| ------ | ------------ | ------- | -------------------- | --- |
| 1      | Warrior      | Cavallo | 2 settembre 2014     | Warrior e il suo cavaliere, il generale Jack Seely, erano a capo di tre reggimenti della Canadian Cavalry Brigade e hanno diretto la carica in alcune delle più sanguinose e tristemente note battaglie della prima guerra mondiale. Warrior è stato insignito della Honorary Dickin Medal in rappresentanza di tutti gli animali che hanno servito durante la Grande Guerra. |